# ブルトン語レオン方言
ブルトン語レオン方言（ブルトンごレオンほうげん、仏: breton léonard）は、フランスのフィニステール県北西部のレオンで話されているブルトン語の一方言である。これもまた多数の地方の話者に分けられるが、伝統的には2つの領域、すなわち西側のバ＝レオン（下レオン、Bas Léon）のブルトン語と東側のオ＝レオン（上レオン、Haut Léon）のそれとにまとめられている。

## 方言学
レオンは大雑把に言えば、バス＝ブルターニュ北東を走るポントリユー・シャトーラン線の北西に広がる方言圏の中心に位置しており、15世紀に定着した nal < lan の音位転換を経験していない（例：レオン方言・トレゴール方言 balan, コルヌアイユ方言 banal「エニシダ」、ウェールズ語 banadl, コーンウォール語 banathel）。 レオン方言は保守的な方言ということができる。
方言等語線は、レオンに対して南東から多かれ少なかれ深く広がったフランス語の影響を示している。こうしてバス＝ブルターニュ全体に方言連続体が形成されており、ブルトン語の諸方言のあいだには空間的にも時間的にも決まった境界線は存在しない。類似性はつねに地理学的条件にのみ従うわけではないが、レオン方言は東ではモルレーのあたりでときおりトレゴール方言と、南ではエロルンに近づくほどコルヌアイユ方言との類似を見せている。しかしながら、たとえばレオンとトレゴールを分かつドッセン川（モルレー川）のような川の上では、話し手たちはそれぞれが属する小郡と用いる方言を結ぶ会話のなかで完全に相互理解ができている。
レオン内部の2つの小郡、たとえばトーレ (Taulé) とプルエナン (Plouénan) の下位方言のあいだでも、同じことが成立する。西の果て、下レオンの（下位）諸方言は原則として、レオンの東部、上レオンのそれらとは狭母音の前の喉音の硬口蓋化によって区別される。それゆえ「草」は下レオンではgeot、上レオンではyeotと言われる。
レオン方言とはこれら2つの領域の諸方言の共通の特徴からなる集合体である。これは比較的大きな同質性を示している。

## 比較例
- フランス語：« Je lui avais dit de venir. »
- コルヌアイユ方言：« Lart ma daon dont. »
- トレゴール方言：« Laret moa d'ean don. »
- レオン方言：« Lavaret am eus d'ezan dont. »[6]
- （日本語：「私は彼に来るように言った」）

## 文語ブルトン語
伝統的に、レオンは「司祭の土地」である。バス＝ブルターニュで司式していた多くの司祭たちと、驚くべき数の宣教師たちが、特異な歴史的理由からローマ教皇庁の直接統治となっていたレオン司教区の首都、サン＝ポル＝ド＝レオンの神学校を構成していた。そこでは非常に多くの宗教的著作がレオン方言で著述された。こうしてレオン方言は、同様に重要な書記伝統を有していたトレゴール方言と並んで、（ヴァンヌ方言を除いた)）文語ブルトン語に対する支配力を得た。
この事実は、言語学的研究・辞書編纂・綴字法改革を原則として彼の地域のブルトン語に基づけ、今日に至るまで文語ブルトン語に対する強い影響力をもった「ブルトン語の修復家 reizher ar brezhoneg」ジャン＝フランソワ・ル・ゴニデック（1775年–1838年）の著作によって強調されている。

## レオン方言の形態論
- 動詞の直説法および命令法現在2人称複数語尾が -it（ブルターニュの他の地域では -et）。
- 母音間のv、zが保存されているために、多くの動詞が長い形を保っている。これに対してほかの方言では語中音素の省略された形である: lavarout（レオン以外では lâret）、en devezo (en do)、am bezo (am bo)、a vezo (a vo)、ankounac’haat (ankouaat, ankoueshaat)、...
- -out で終わる不定詞が一般に -vezoutに変化した。したがって、talvout、falloutに対して talvezout、falvezout。
- 存在動詞の古形ez eus（……がある）、edo（……にあった〔過去〕）が用いられる。ほかの諸方言の大部分ではそれぞれzoとe oaという別形に置きかえられている。
- 1人称単数の所有代名詞がしばしばvaである（ほかの方言では ma）。
- 語尾変化する前置詞の2人称単数語尾がレオンではしばしば -ezである（これは本来は動詞の語尾である；ほかの方言ではこの前置詞に概して -itを用いている）。
- 語尾変化する前置詞の3人称複数語尾がレオンでは -oである（ほかの方言では -e）。
- 内的複数 (pluriel interne) が多数：azen > ezen, oan > ein, ...

## レオン方言の統語論
子音変異の体系は古典ないし文語ブルトン語のそれであり（というのもそもそもこの後者はなかんずくレオンのブルトン語にもとづいている）、それゆえこれはブルトン語のすべての入門書で見ることができる。
- 所有詞azはときに軟音化をひきおこす（古典ブルトン語においては硬音化）。
- 動詞小辞がまれに省略される。
- 動詞「……である」と「行く」の定形が母音で始まるとき、動詞小辞a、eがそれぞれay、ezという形をとる。例：Hennezh ay oa bras。 Da va bro ez an。
- 所有形容詞を直接目的補語人称代名詞として使うことがある（これはヴァンヌ方言でもそうであるが、それ以外の方言では行われない）；この用法は不定詞の前では支配的である。
- gの変異に由来するc’hの音が、kの変異に由来するそれと異なる。前者は有声の /ɣ/ で発音され、後者は無声の /χ/ となる。

## レオン方言の音韻論
- 今日 <ao> と書かれる古い二重母音が、レオンでは /aw/ と発音される：ur paotr /ˡœr pawtr/。
- アクセントのあるeがレオンではしばしば /ea/ と二重母音化する：Kêr /ˡkear/
- 歴史的な二重母音 <we> が2音節の /oa/ になる：koad /ˡkoat/, bez’ ez oa /ˡbed ez ˡoa/, 。。。
- <o> が鼻音およびときにl、rの前で狭まり /u/ となる：Don /ˡdu:n/, brezhoneg /breˡzunɛk/, dorn /ˡdurn/, 。。。
- <añ> および <iñ> と書かれる古い鼻母音はレオンでは非鼻母音化する。ただし語尾変化する前置詞の場合は除くことがある：diwezhañ /diˡveːza/, gwerzhañ /gøˡɛrza/, しかし gantañ はしばしば /ˡgɑ͂ntɑ͂/。
- iまたはeに先行する <w> が /v/ と発音される：Ar wezenn /ar ˡveːzɛn/。
- 「レオンのz」（歴史的な /ð/ からの変化に由来するz）は発音される：Nevez /ˡneːvɛs/。
- 語源的なhはレオンでは決して読まれない：Hadañ /ˡaːda/。
- <c’h> は荒っぽい無声口蓋垂摩擦音として発音される：C’hoari /ˡχwaːri/。
- 複数形語尾 <toù>, <doù> はそれぞれ /ʃu/, /ʒu/ となる：Pontoù /ˡpu͂ːʃu/, koadoù /ˡkwaːʒu/。
- <i> に先行する <z>, <zh> はしばしば /ʃ/ と発音される：Gwrizienn /ˡgriːʃɛn/。
- 上レオンでは、若干の語で母音の混交 (contamination) が見られる：leveret (< lavaret), diskiñ (< deskiñ), livirit (< lavarit)。
- 多くの動詞がその不定詞において音位転換を示す：dalc’h- > derc’hel, taol- > teurel, 。。。
- rは一般に巻き舌である。
- <gwr> の連続はレオンでは /gr/ と発音される：Gwreg /grɛk/。